# Нора Г'якова
Нора Г'якова (алб. Nora Gjakova, нар. 17 серпня 1992) — косовська дзюдоїстка, олімпійська чемпіонка Олімппійських ігор 2020 року.

## Виступи на Олімпіадах
| Олімпіада           | Дисципліна | Місце |
| ------------------- | ---------- | ----- |
| Ріо-де-Жанейро 2016 | до 57 кг   | 9     |
| Токіо 2020          | до 57 кг   | 1     |